# Windows Small Business Server
Windows Server Essentials (anteriormente Windows Small Business Server, Microsoft Small Business Server o SBS) es una suite integrada de servidor de Microsoft diseñado para el funcionamiento de la infraestructura de la red (tanto la intranet de gestión y acceso a Internet), de las pequeñas y medianas empresas que no tengan más de 50 estaciones de trabajo o 25 usuarios.

## Introducción
Tecnologías de servidor de aplicaciones están altamente integradas que permitan a las pequeñas empresas con soluciones específicas como el Remote Web Workplace, y ofrecen beneficios tales como la gestión integrada de configuración, mejorar la supervisión, una consola de administración unificada y acceso remoto.
Está disponible en las ediciones Standard y Premium. La edición Standard está basada en el Windows Server 2003, sistema operativo, Microsoft servidor de correo Exchange Server, Internet Information Services (IIS), servidor web , SharePoint para la colaboración, Microsoft Outlook 2003 cliente de correo electrónico, acceso remoto y enrutamiento de servicios (RRAS), Windows Server Update Services para la gestión de actualización a través de la red, y un servidor de fax. La edición Premium también incluye Microsoft SQL Server, Microsoft Internet Security and Acceleration Server y Microsoft FrontPage 2003.
Tiene su propio tipo de licencia de acceso de clientes (CAL), que es diferente y los gastos de algo más de CAL para las otras ediciones de Windows Server 2003. Sin embargo, la SBS CAL abarca la CAL de usuario para Windows Server, Exchange Server, SQL Server, ISA Server y, por tanto, es menos costoso que la compra de todos los demás CAL individualmente.

## Restricciones de diseño
- Solo un equipo en un dominio puede ejecutar Windows Server 2003 for Small Business Server.
- Debe ser la raíz del bosque de Active Directory.
- No puede confiar en ningún otro dominio. No puede haber ningún dominio hijo.
- Está limitado a 75 usuarios o dispositivos en función de qué tipo de CAL.
- Windows Server 2003 para Small Business Server está limitado a 4 GB de memoria RAM.
- Solo el escritorio remoto de la administración modo está disponible porque siempre Small Business Server se ejecuta en el controlador de dominio, y solo dos sesiones simultáneas RDP se permiten (cambio de política SBS 2000), terminal server en modo de uso compartido de aplicaciones deben ejecutarse en un segundo servidor en la red.
- Para eliminar estas restricciones y actualización periódica de las ediciones de Windows Server, Exchange Server, SQL Server e ISA Server, es Windows Small Business Server 2003 R2 Transición Pack. Inicialmente, Small Business Server se ha comercializado como una edición de servidor de Microsoft BackOffice. Cuando Windows 2000 se dio a conocer, se comercializa como Microsoft Small Business Server 2000, y finalmente fue rebranded como miembro de la familia Windows Server 2003. Es técnicamente no una 'edición' de Windows Server 2003, sino más bien es una colección de tecnologías de servidor optimizado especialmente para las pequeñas empresas. Sin embargo, los servidores de aplicaciones están estrechamente integrado en el sistema operativo. Microsoft también ha introducido un Business Server de Windows esenciales de productos destinados a empresas de tamaño medio.

## Estado Actual
A partir de Windows Server 2022, Microsoft eliminó la edición "Essentials" como producto independiente. Las funciones para pequeñas empresas ahora se ofrecen mediante soluciones híbridas o basadas en la nube, como:
- Microsoft 365 Business Premium: incluye Exchange Online, SharePoint Online, Teams, y Azure AD.
- Windows Server 2022 Standard + Azure AD Connect: para entornos híbridos.
- Azure Virtual Desktop y Windows 365: escritorio en la nube.

## Versiones
| Versión                             | Fecha de lanzamiento | Características clave                                                                                               |
| ----------------------------------- | -------------------- | --- |
| BackOffice SBS 4.0                  | 22 oct 1997          | Basado en Windows NT 4.0, incluye Exchange 5.0, SQL Server 6.5, IIS 3.0.                                            |
| SBS 2000                            | 21 feb 2001          | Basado en Windows 2000 Server, Exchange 2000, ISA Server 2000.                                                      |
| SBS 2003                            | 9 oct 2003           | Basado en Windows Server 2003, incluye Exchange 2003, SharePoint Services, SQL 2000 (Premium).                      |
| SBS 2003 R2                         | 29 jul 2006          | Incluye WSUS, SQL Server 2005 Workgroup (Premium), buzones de hasta 75 GB.                                          |
| SBS 2008                            | ago 2008             | Solo 64 bits, basado en Windows Server 2008 y Exchange 2007, copias de seguridad rápidas, sin soporte para cintas.  |
| Windows Server 2011 Essentials      | 2011                 | Nueva interfaz de administración, integración con Microsoft 365, sin Exchange local.                                |
| Windows Server 2012 Essentials      | 2012                 | Integración con Azure Active Directory, eliminación de límites estrictos de usuarios.                               |
| Windows Server 2016/2019 Essentials | 2016–2019            | Últimas versiones con funcionalidad básica para pequeñas empresas; Microsoft desaconseja su uso en nuevos entornos. |
| Descontinuación                     | Desde 2021           | Microsoft cesó el desarrollo activo de Essentials. Se recomienda migrar a Microsoft 365 o Windows Server Standard.  |

## Características exclusivas
- Web remoto lugar de trabajo.
- POP3 connector (para Exchange Server).
- Módem de servicios compartidos (2003)